# Comuna Ihnatpil, Ovruci
Ihnatpil (în ucraineană Ігнатпільська сільська рада) este o comună în raionul Ovruci, regiunea Jîtomîr, Ucraina, formată din satele Ihnatpil (reședința), Mlînî, Pavliukivka, Rudnea și Semenî.

## Demografie
Componența lingvistică a comunei Ihnatpil
     Ucraineană (97,1%)
     Rusă (2,4%)
     Alte limbi (0,2%)
Conform recensământului din 2001, majoritatea populației comunei Ihnatpil era vorbitoare de ucraineană (97,1%), existând în minoritate și vorbitori de rusă (2,4%).